# Liza Dalby
Liza Crihfield Dalby, née en 1950, est une anthropologue américaine spécialiste de la culture du Japon.

## Biographie
Liza Dalby est titulaire d'un doctorat de l'université Stanford.
Son livre Geisha (adapté à l'écran sous le titre American Geisha) est le récit de son expérience vécue d'apprentie geisha à Kyōto.
Parmi ses autres ouvrages, Kimono: Fashioning Culture, une étude du kimono dans la culture du Japon, et un roman The Tale of Murasaki, fiction basée sur la vie de la romancière japonaise Murasaki Shikibu.
Elle a été consultante pour le film de 2005 Mémoires d'une geisha avec Zhang Ziyi dans le rôle principal.